# اوله سورنسن
اوله سورنسن (انگلیسی: Ole Sørensen; ۲۲ سپتامبر ۱۸۸۳ – ۲۵ فوریهٔ ۱۹۵۸) قایقران قایق بادبانی اهل نروژ بود.